# Розовая вода (фильм)
Розовая вода (англ. Rosewater) — американский фильм 2014 года. Режиссёром и сценаристом фильма стал Джон Стюарт. Сценарий основан на мемуарах Мазиара Бахари и Эйми Моллоу «Они пришли за мной». Премьера фильма состоялась на кинофестивале в Теллуриде 29 августа 2014 года.

## Сюжет
В 2009 году канадский журналист иранского происхождения Мазиар Бахари был задержан в Иране на 118 дней после того как дал сатирическое интервью на тему прошедших президентских выборов. Бахари провёл четыре месяца в тюрьме Эвин, где его жестоко допрашивали. Обычно Бахари допрашивали с повязкой на глазах, и единственное, что он запомнил о человеке, который его допрашивал, запах розовой воды.  

## В ролях
- Гаэль Гарсиа Берналь — Мазиар Бахари
- Ким Бодния — «Розовая вода»
- Шохре Агдашлу
- Димитри Леонидас
- Халук Бильгинер
- Гольшифте Фарахани
- Клэр Фой — Паола
- Джейсон Джонс — в роли себя

## Восприятие
Фильм в целом получил положительные отзывы критиков. На сайте Rotten Tomatoes фильм имеет рейтинг 77 % на основе 150 рецензий со средним баллом 6,7 из 10.